# Karl Hurle
Karl Hurle (* 8. Mai 1939 in Mindelheim) ist ein deutscher Agrarwissenschaftler mit Schwerpunkt Herbologie. Er ist Emeritus der Universität Hohenheim.

## Leben und Wirken
Karl Hurle wuchs auf einem landwirtschaftlichen Betrieb in Süddeutschland auf und studierte nach dem Besuch der Ackerbauschule in Landsberg am Lech an der Technischen Universität Berlin und der Universität Hohenheim. Als wissenschaftlicher Mitarbeiter von Professor Bernhard Rademacher promovierte er 1969 am Institut für Pflanzenschutz zum Dr. agr. Thema der Dissertation: Der Einfluss langjährig wiederholter Anwendung der Herbizide DNOC, 2,4-D und MCPA auf ihren Abbau und den Unkrautsamen-Vorrat im Boden.
Anschließend führte er seine Studien in den USA am Department of Agricultural Chemistry der Oregon State University fort, wo er über die Sorption von Herbiziden im Boden forschte. Zurück in Hohenheim habilitierte sich Hurle 1979 für das Fach Phytomedizin mit einem Thema zum Abbau von Herbiziden in Böden.
Im Jahr 1983 übernahm er in Nachfolge von Werner Koch die Leitung des Fachgebiets Herbologie am Institut für Phytomedizin an der Universität Hohenheim und erhielt 1989 einen Ruf der Universität auf die Professur für Herbologie. Einem Ruf an die Technische Universität Berlin folgte er nicht.
Hurle hat mit seinen Arbeiten und seinem nationalen und internationalen Engagement wesentlich dazu beigetragen, dass Herbologie heute als wichtige Disziplin innerhalb der Agrarwissenschaften anerkannt ist.
Von 1975 bis 2004 organisierte er die von Rademacher gegründete Deutsche Arbeitsbesprechung über Fragen der Unkrautbiologie und -bekämpfung, die alle zwei Jahre an der Universität Hohenheim stattfand und war Herausgeber der Tagungsbände. Diese als „Unkrauttagung“ bekannte Konferenz hat sich über die nationalen Grenzen hinaus zu einem wichtigen Treffpunkt der Herbologie entwickelt.

## Forschungsschwerpunkte
Die Forschungsschwerpunkte seiner Arbeitsgruppe lagen auf dem Gebiet der Biologie und Ökologie von Unkräutern, der Unkrautbekämpfung und dem Umweltverhalten und der Ökotoxikologie von Pflanzenschutzmitteln, insbesondere von Herbiziden.
Mit Untersuchungen zur Populationsdynamik von Unkräutern in landwirtschaftlichen Kulturen wurden grundlegende Informationen für Prognosemodelle für die Entwicklung von Unkrautpopulationen gewonnen und Strategien zur Bekämpfung in landwirtschaftlichen Produktionssystemen erarbeitet. Diese Arbeiten wurden ergänzt durch Untersuchungen zur Verbreitung und Ökologie von Unkrautarten. Weitere Forschungsprojekte beschäftigten sich mit der Entwicklung von Resistenz von Unkrautarten gegen Herbizide und den molekularen Veränderungen in den betroffenen Populationen. Ein besonderer Fokus der späteren Arbeiten lag auf der Untersuchung der gegenseitigen Beeinflussung von Kulturpflanzen und Unkräutern (Allelopathie), insbesondere der Identifizierung und Quantifizierung der dafür verantwortlichen chemischen Verbindungen.
Chemische, mechanische und biologische Verfahren wurden auf ihre Eignung zur Unkrautbekämpfung untersucht. Bei der chemischen Bekämpfung lag ein besonderer Schwerpunkt auf der Reduktion des Einsatzes von Herbiziden. Dazu zählten auch Untersuchungen mit herbizidtoleranten gentechnisch veränderten Kulturpflanzen.
Bei den Projekten zum Umweltverhalten von Pflanzenschutzmitteln lag zunächst der Schwerpunkt auf dem Abbau und der Verlagerung im Boden. Darauf folgten Arbeiten zum Vorkommen im Grund- und Oberflächenwasser und im Niederschlagswasser sowie dem Transport in der Atmosphäre und der Abschätzung der ökotoxikologischen Relevanz der gefundenen Konzentrationen.
Die Ergebnisse der Forschungsarbeiten fanden Niederschlag in 38 von ihm betreuten Doktorarbeiten und mehr als 200 Publikationen.

## Engagements und Auszeichnungen
- Dekan der Agrarfakultät der Universität Hohenheim (1994–1996)
- Vizepräsident der Universität Hohenheim (1998–2000)
- Koordinator der Euroleague for Life Sciences (ELLS, 2001–2004)
- Präsident der European Weed Research Society (EWRS, 1996–1998)
- Gastprofessor an der Universität Prag-Suchdol (seit 1996)
- Mitglied des Sachverständigenausschusses für die Zulassung von Pflanzenschutzmitteln (BML, 1987–2002)
- Mitglied der DFG-Senatskommission Beurteilung von Stoffen in der Landwirtschaft (1988–1999)
- Mitglied Deutsche Phytomedizinische Gesellschaft (DPG)
- Gedenkmedaille Jozef van den Brande der Universität Gent (1996)
- Ehrenmitglied der Weed Science Society of America (WSSA, 2002)
- Ehrenmitglied der European Weed Research Society (EWRS, 2007)
- International Plant Protection Award of Distinction – International Association for the Plant Protection Sciences (2011)
- Ehrenpromotion zum Dr. h. c. der Universität Prag-Suchdol (2013)
- Ehrennadel der Universität Hohenheim (Februar 2019)[4]

## Werke (Auswahl)
- Werner Koch & Hurle Karl: Grundlagen der Unkrautbekämpfung. Ulmer, Stuttgart 1978; ISBN 9783800124343
- Karl Hurle, Allan Walker: Persistence and its prediction. In: R. J. Hance (Hrsg.): Interactions between herbicides and the soil. Academic Press, 1980, ISBN 0-12-323840-4, S. 83–112.
- Karl Hurle: Untersuchungen zum Abbau von Herbiziden in Böden. Parey, 1982, ISBN 3-489-60526-8.
- Karl Hurle, Jörg Mehrtens, Georg Meinert: Mais: Unkräuter, Schädlinge, Krankheiten. Mann, Gelsenkirchen 2005, ISBN 3-7862-0101-3.